# Spiritual Instinct
Spiritual Instinct è il sesto album in studio del gruppo musicale francese Alcest, pubblicato il 25 ottobre 2019 dalla Nuclear Blast Records.

## Tracce
1. Les Jardins De Minuit – 7:53
2. Protection – 5:50
3. Sapphire – 5:01
4. L'île Des Morts – 9:04
5. Le Miroir – 5:31
6. Spiritual Instinct – 7:43

## Formazione
- Neige - voce, chitarre, basso, tastiere e arrangiamenti
- Winterhalter - batteria, percussioni